# Peter Jilemnický
Peter Jilemnický (Letohrad, 18 marzo 1901 – Mosca, 19 maggio 1949) è stato uno scrittore, giornalista e politico ceco.

## Biografia
Jilemnický scrisse i suoi lavori, ad esclusione dell'opera di esordio, in lingua slovacca.

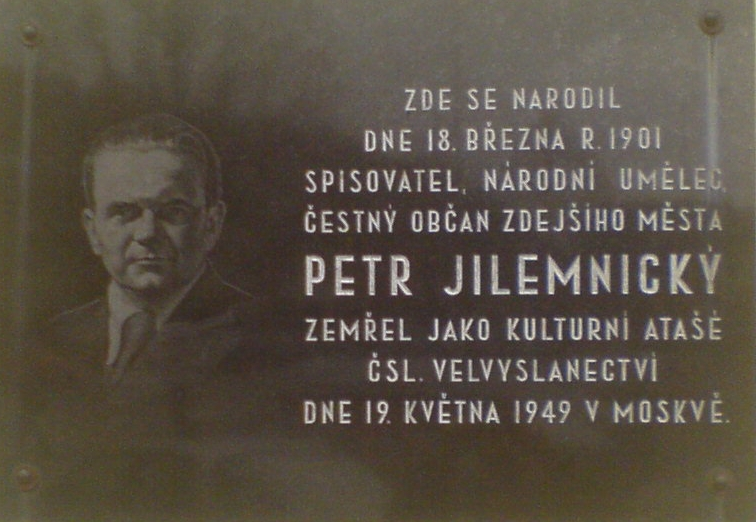
Targa commemorativa di Peter Jilemnický

Jilemnický si laureò nel 1921 in economia all'università  di Chrudim e l'anno seguente aderì al partito comunista.
Jilemnický soggiornò in Russia, dove frequentò un corso di studio all'Istituto Statale di giornalismo a Mosca.
Durante la sua vita Jilemnický, oltre alla professione di scrittore, lavorò come insegnante in varie località della Slovacchia e fu redattore del quotidiano Pravda, organo ufficiale del Partito Comunista di Cecoslovacchia per la Slovacchia.
All'epoca dell'occupazione nazista Jilemnický venne arrestato e internato nei campi di lavoro nazisti a Dessau-Roßlau.
Nel biennio 1945-1946 venne eletto all'Assemblea nazionale del Partito Comunista di Cecoslovacchia. L'anno seguente partecipò ai lavori della Commissione per l'Educazione e la Sensibilizzazione, indirizzata alla formazione dei giovani e dei bambini.
Le opere di Jilemnický si caratterizzarono per le tematiche naturistiche, come nel romanzo espressionista Víťazný pád ("Caduta vittoriosa", 1929), nel quale l'autore descrisse le bellezze naturali di Kysuce, oppure per argomenti sociali, politici e di attualità, come nel romanzo Pole neorané ("Campo non arato", 1932), dove grazie a un'attenta e profonda indagine psicologica e spirituale dei personaggi l'autore narrò la crisi economica e le sue conseguenze.
Anche nel lavoro successivo, intitolato Kus cukru ("Una zolletta di zucchero", 1934), Jilemnický basò la sua trama sulla difficile situazione dei contadini, sfruttati dai proprietari degli zuccherifici.
Alla vigilia dello scoppio della Seconda guerra mondiale Jilemnický pubblicò Kompas v nás ("La bussola in noi", 1937), dedicato al tema della felicità umana, sviluppato in seguito a un profondo confronto della situazione in Russia e in Cecoslovacchia in vari periodi storici.
Nel secondo dopoguerra, Jilemnický scrisse Kronika ("Cronaca", 1947), imperniato sulla ribellione popolare slovacca del 1944, descritta tramite le vicende degli abitanti di piccoli villaggi. In questi anni Jilemnický si trasferì a Mosca, aderì al Realismo socialista, lavorò come responsabile culturale presso l'ambasciata cecoslovacca ed effettuò numerose traduzioni di opere di poeti sovietici.
Per iniziativa della seconda moglie Olga il 19 maggio 1954 è stato inaugurato un Museo all'interno della sua casa. Gli fu conferito il titolo postumo di artista nazionale.

## Opere
- Romanzo, Devadesátdevět koní bílých ("Novantanove cavalli bianchi"), 1921;
- Romanzo, Červená sedma ("Il sette rosso"), 1924-1925;
- Dramma, Štrajk ("Lo sciopero"), 1925;
- Romanzo, Víťazný pád ("Caduta vittoriosa"), 1929;
- Romanzo, Dva roky v kraji Sovietov ("Due anni nel paese dei Soviet"), 1929;
- Romanzo, Zuniaci krok ("Il passo risonante"), 1930;
- Romanzo, Pole neorané ("Campo non arato"), 1932;
- Romanzo, Kus cukru ("Una zolletta di zucchero"), 1934;
- Romanzo, Kompas v nás ("La bussola in noi"), 1937;
- Romanzo, Návrat ("Il ritorno"), 1938;
- Romanzo, Kronika ("Cronaca"), 1947;
- Romanzo, Cesta ("Il viaggio"), 1947;
- Romanzo, Prečo som sa stal komunistom ("Perché sono diventato comunista"), 1951;
- Racconto per l'infanzia, Tri rozprávky ("Tre favole"), 1955;
- Manoscritto, Pěšinky;
- Manoscritto, Oheň majáků ("Il fuoco dei fari").